# Fahda bint Sa'ud Al Sa'ud
Fahda bint Saʿūd Āl Saʿūd (Riad, 1953) è una principessa e artista saudita.

## Primi anni di vita e formazione
La principessa Fahda è nata nel 1953 ed è figlia di re Sa'ud. Ha ricevuto l'istruzione primaria a Riad fino al 1964, poi, ha frequentato il collegio inglese a Beirut. Nel 1969, ha completato la sua formazione presso l'Istituto superiore della Scuola Evangelica Femminile di Beirut, una scuola americana.
Nel 1974, ha conseguito una laurea in scienze politiche presso il College femminile di Beirut (ora Università Americana Libanese). Nel 1976, ha conseguito un Master of Arts in scienze politiche presso l'Università americana di Beirut, in seguito ha studiato per un anno presso la School of Oriental and African Studies. Ha poi partecipato ad alcuni corsi post laurea nel dipartimento di scienze politiche. In seguito, si è trasferita a Parigi per studiare arte e partecipare a corsi di motivi geometrici islamici.

## Attività
Fahda bint Sa'ud ha partecipato ad alcune mostre in cui ha esposto i suoi acquerelli di tema femminista. Una di queste è stata organizzata dalla Società Reale di Belle Arti della Giordania e dalla Rete Pan-Mediterranea delle Artiste della Grecia con lo scopo di cercare di eliminare gli stereotipi negativi riguardanti le donne di tutto il mondo islamico. La prima mostra si è tenuta in Australia, sotto l'organizzazione del Centro Interconfessionale di Melbourne dal 25 gennaio al 23 marzo 2008. Il lavoro ad acquerello della principessa Fahda esposto in questa mostra porta il titolo di "Tre donne" ed è una rappresentazione visiva della regola d'oro giapponese "Non vedere il male, non sentire il male, non parlare male", dominante nel mondo islamico. Lei stessa ha organizzato mostre riguardanti principalmente la memoria del padre. Inoltre, ha sostenuto le mostre di altri artisti sauditi, per esempio quelle di Farha Sayeed, artista indiano che si concentra sulla decorazione delle uova.
La principessa Fahda ha dipinto le immagini del libro dedicato al padre pubblicato dalla Fondazione Re Sa'ud volto a riabilitare l'immagine del sovrano. È presidente della società del welfare delle donne di Al Faisaliyah, un'organizzazione con sede a Gedda.

## Opinioni
La principessa Fahda esprime opinioni antisioniste sulle colonne dei giornali. Ha scritto numerosi articoli concernenti argomenti simili nelle principali testate nazionali, come Okaz e Arab News.
Come sua sorella, Basma, anche lei si occupa anche dei problemi delle donne. Nel febbraio 2007, un suo articolo intitolato "Le preoccupazioni delle donne saudite" è stato pubblicato su Al Hayat. La principessa ha espresso chiaramente che il dibattito continuo sui diritti delle donne nella società saudita è stato "fondamentale per la rinascita della nazione." Tuttavia, è descritta come tradizionalista, anche se non reazionaria. È sostenitrice di una riforma della condizione femminile, secondo i valori del paese, compresi quelli religiosi.
Un'intervista alla principessa Fahda è stata inclusa dalla scrittrice Mona Almunajjed nel suo libro intitolato "Saudi Women Speak: 24 Remarkable Women Tell Their Success Stories", pubblicato nel 2011 dall'Istituto arabo per la ricerca e l'editoria di Amman e Beirut.

## Vita personale
Fahda è sposata con Abd Allah bin Mohammed Al Abd Allah e ha un figlio, Abd al-Aziz.